# 4月5日
4月5日（しがついつか）は、グレゴリオ暦で年始から95日目（閏年では96日目）にあたり、年末まであと270日ある。

## できごと

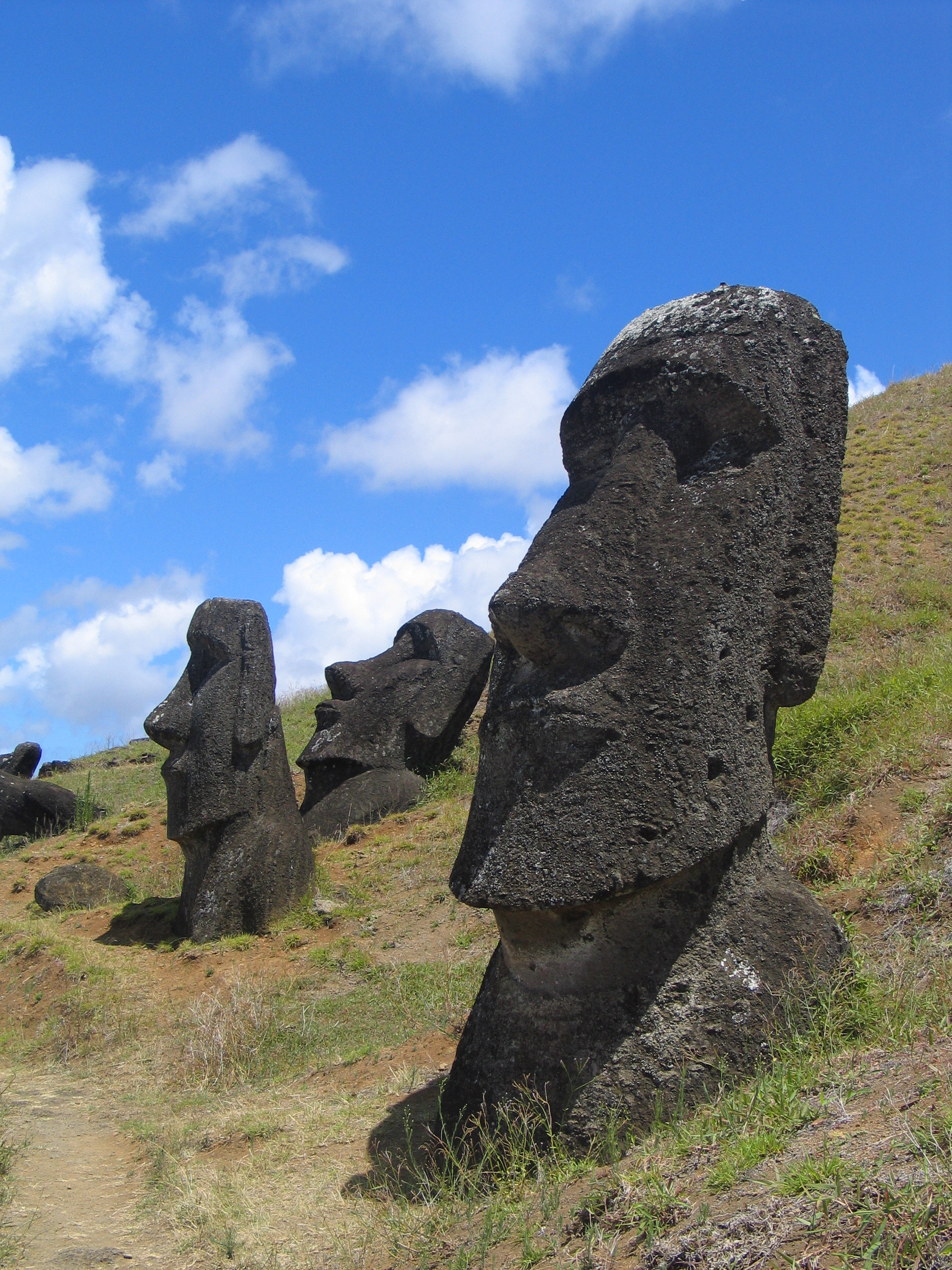
ヤコブ・ロッゲフェーンがイースター島を発見(1722)

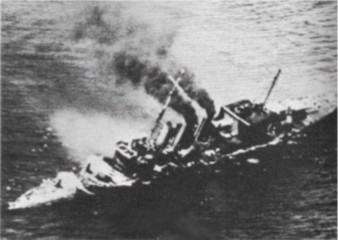
セイロン沖海戦、日本海軍が英国東洋艦隊に勝利(1942)。画像は撃沈された重巡コーンウォール

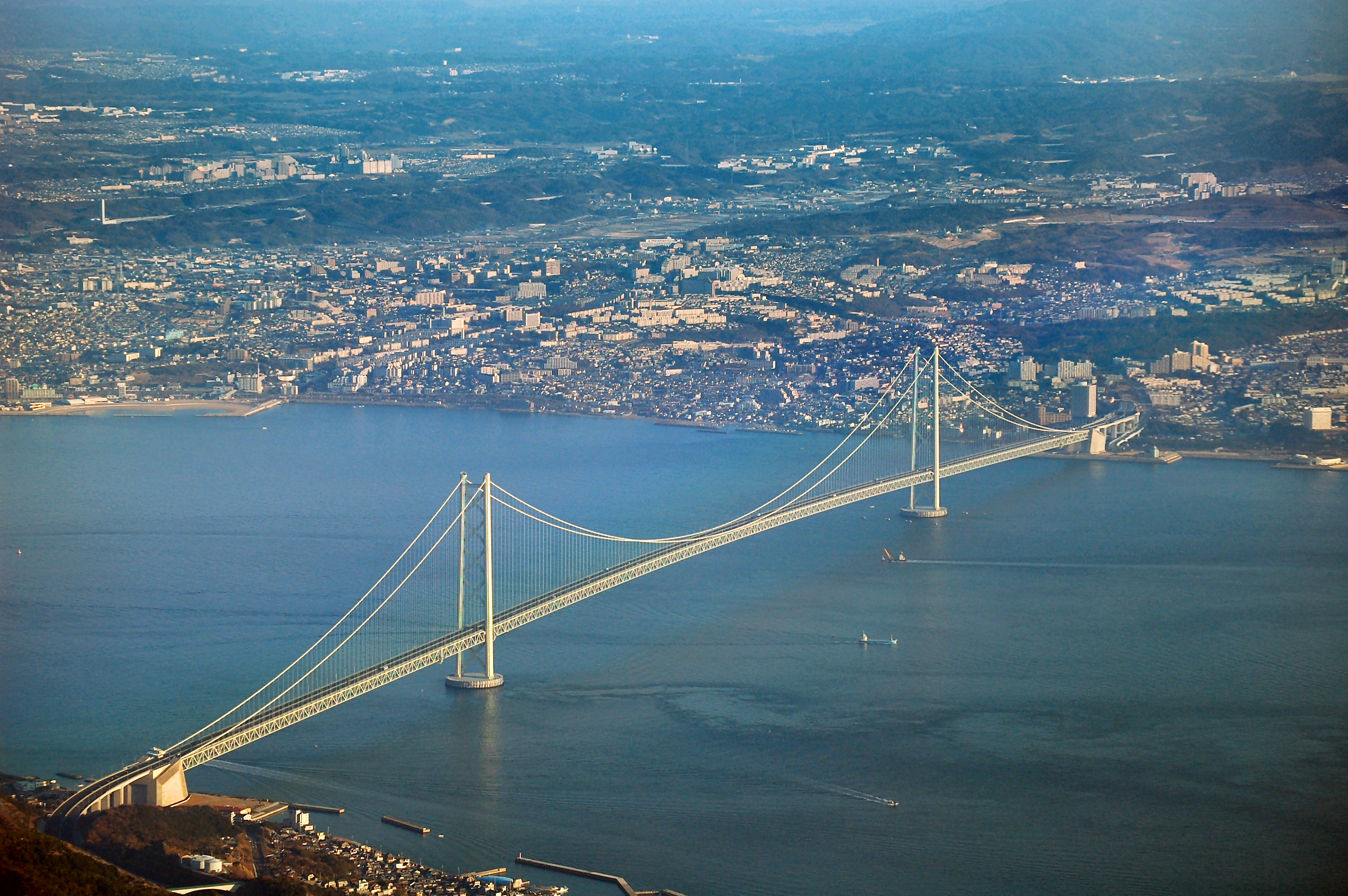
明石海峡大橋開通(1998)

- 585年（敏達天皇14年3月1日） - 仏教排斥を唱える物部守屋が、疫病流行の原因が仏教崇拝にあると奏上。
- 1654年 - ウェストミンスター条約締結により第1次英蘭戦争が終結。
- 1722年 - オランダ海軍提督、ヤコブ・ロッゲフェーンがイースター島を発見。発見日が復活祭（イースター）であったことが島の名前の由来[1]。
- 1862年 - 南北戦争: ヨークタウンの包囲戦が始まる。
- 1869年（明治2年2月24日） - 東京奠都: 天皇の東京滞在中は太政官を東京に置くことを決定。
- 1872年（明治5年2月28日） - 兵部省を廃止し陸軍省・海軍省を設置。
- 1879年 - チリがペルー・ボリビアに宣戦布告、太平洋戦争が勃発する。
- 1904年 - 総武鉄道本所駅（現在の錦糸町駅）〜両国橋駅（現在の両国駅）間が開業。
- 1914年 - 北勢鉄道（現在の三岐鉄道北勢線）の大山田駅（現在の西桑名駅）〜楚原駅間14.5kmで開業。
- 1915年 - 広島県産業奨励館（のちの原爆ドーム）竣工[2]。
- 1918年 - 日本・イギリスがロシア革命への干渉のため陸戦隊をウラジオストクに上陸させる。
- 1923年 - 日本民主青年同盟の前身の日本共産青年同盟が設立。
- 1924年 - イタリア総選挙でファシスト党が勝利する。
- 1927年 - 花柳病予防法公布。
- 1930年 - 西武西武園線が、東村山駅〜村山貯水池前駅間で開業。
- 1931年 - 福岡県の大刀洗陸軍飛行場で竜巻が発生。4人死亡、陸軍機19機が大破[3]。
- 1937年 - 日本通運株式会社法公布。
- 1938年 - 有限会社法公布。
- 1939年 - 映画法公布。
- 1942年 - 第二次世界大戦: セイロン沖海戦が始まる。日本海軍の急降下爆撃により英国東洋艦隊の重巡洋艦コーンウォール・ドーセットシャーが沈没。
- 1945年 - 第二次世界大戦：ソ連が日ソ中立条約の不延長を日本に通告。8月に宣戦布告。
- 1945年 - 小磯國昭内閣が総辞職。
- 1946年 - GHQの諮問機関・対日理事会が初会合。
- 1947年 - 第1回統一地方選挙。

- 1951年 - ローゼンバーグ事件: 原爆製造に関する機密情報をソ連に渡したスパイ容疑によりローゼンバーグ夫妻に死刑判決が下される[4]。
- 1954年 - 初の集団就職列車（青森 - 上野間）が運行される。
- 1955年 - イギリス首相ウィンストン・チャーチルが健康状態を理由に辞任を表明。
- 1956年 - 自由民主党党大会で初代総裁に鳩山一郎を選出。
- 1958年 - 巨人の長嶋茂雄がデビュー。国鉄の金田正一投手を相手に4打席連続空振三振。
- 1961年 - 北海道で雪崩が多発。平取町の建設現場で作業員宿舎が倒壊して11人が死亡、新冠町の建設現場で作業員宿舎が倒壊して22人が死亡[5]。
- 1964年 - 町田米軍機墜落事故。
- 1970年 - よど号ハイジャック事件の人質が帰還。
- 1971年 - フランスで当時非合法とされていた堕胎を受けた女性343名が合法化を求めた請願書を公表。(343人のマニフェスト)
- 1975年 - 中華民国で、蔣介石総統が死去[6]。厳家淦が総統代行に就任。
- 1975年 - 特撮テレビ番組「スーパー戦隊シリーズ」最初の作品『秘密戦隊ゴレンジャー』が放送開始。
- 1975年 - 人気双子デュオ歌手「ザ・ピーナッツ」がこの日に引退。この日最後のコンサート「ザ・ピーナッツ さよなら公演」をNHKホールで開催する。
- 1976年 - 北京で四五天安門事件が起こる。
- 1976年 - ジェームズ・キャラハンがイギリスの第70代首相に就任。
- 1977年 - グランドコモロ島でカルタラ山が噴火。その後、溶岩が流出したために2万人以上が家を失った[7]。
- 1985年 - 大阪市営地下鉄中央線・深江橋駅 - 長田駅間が開業し全通。
- 1992年 - ペルー大統領アルベルト・フジモリが非常事態を宣言し、議会を解散、憲法を停止。（アウトゴルペ）
- 1992年 - ボスニア・ヘルツェゴビナ紛争: サラエヴォ包囲が始まる。
- 1994年 - 福井県敦賀市の高速増殖炉「もんじゅ」が初めて臨界を達成。
- 1998年 - 明石海峡大橋開通、同時に神戸淡路鳴門自動車道も全通。明石海峡大橋は、2022年にボスポラス海峡とダーダネルス海峡に架設された「1915チャナッカレ橋」に抜かれるまで、世界最長の吊橋であった[8]。
- 2000年 - 森喜朗が第85代内閣総理大臣に就任し、第1次森喜朗内閣が発足[9]。
- 2002年 - テレビ番組『森田一義アワー 笑っていいとも!』が「同一司会者により最も多く放送された生バラエティ番組」としてギネスブックに認定される。
- 2009年 - 北朝鮮によるミサイル発射実験: 北朝鮮が、「人工衛星」だと主張する長距離弾道ミサイルを発射[10]。
- 2009年 - チェコプラハで、バラク・オバマアメリカ合衆国大統領が、「核兵器のない世界の平和と安全保障の実現に米国が取り組む」と宣言した[11]。（s:バラク・オバマのプラハでの演説）
- 2015年 - 徳島県の徳島空港で、日本航空455便が着陸しようとしたところ、前方の滑走路上に車両がいることを発見し、一度接地したにもかかわらず、着陸をやり直した[12]。
- 2018年 - トルコ西部エスキシェヒルの大学で、研究員の男が銃を発砲し、教職員4人が死亡し、3人が負傷した[13]。
- 2019年 - 宇宙航空研究開発機構（JAXA）が、小惑星リュウグウにおいて、探査機「はやぶさ2」が世界で初めて人工的なクレーターを作る実験に成功したと発表[14]。
- 2020年 - 徳島市長選において、36歳の内藤佐和子が初当選。女性市長としては歴代最年少[15]。
- 2024年 - 集中豪雨により、ロシアオルスク近くのダム決壊した[16]。
- 2025年 - 東京高速道路が全線廃止、首都高速八重洲線が約10年の長期通行止めに。

## 誕生日

### 人物

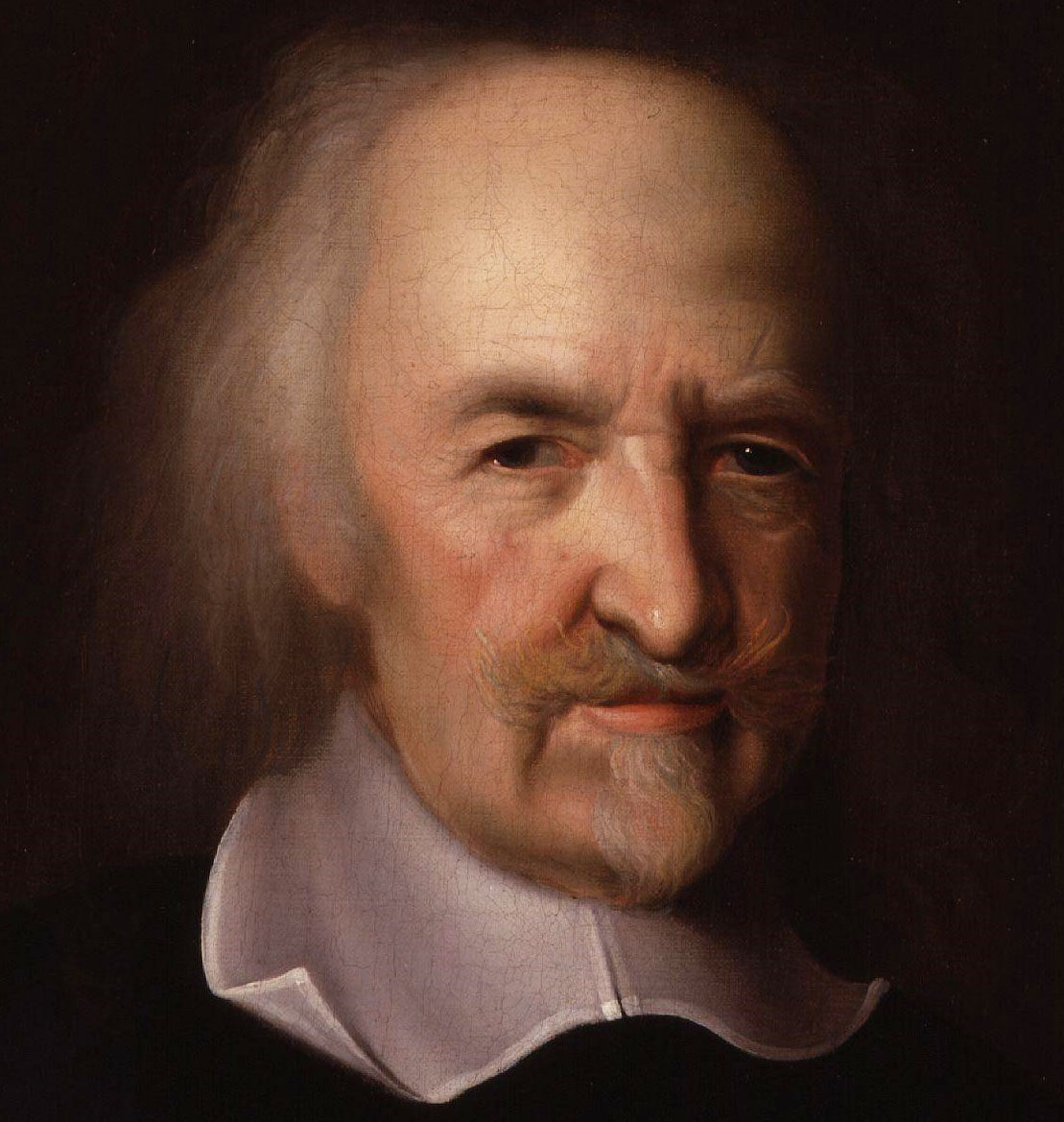
哲学者・政治思想家、トマス・ホッブズ(1588-1679)誕生。

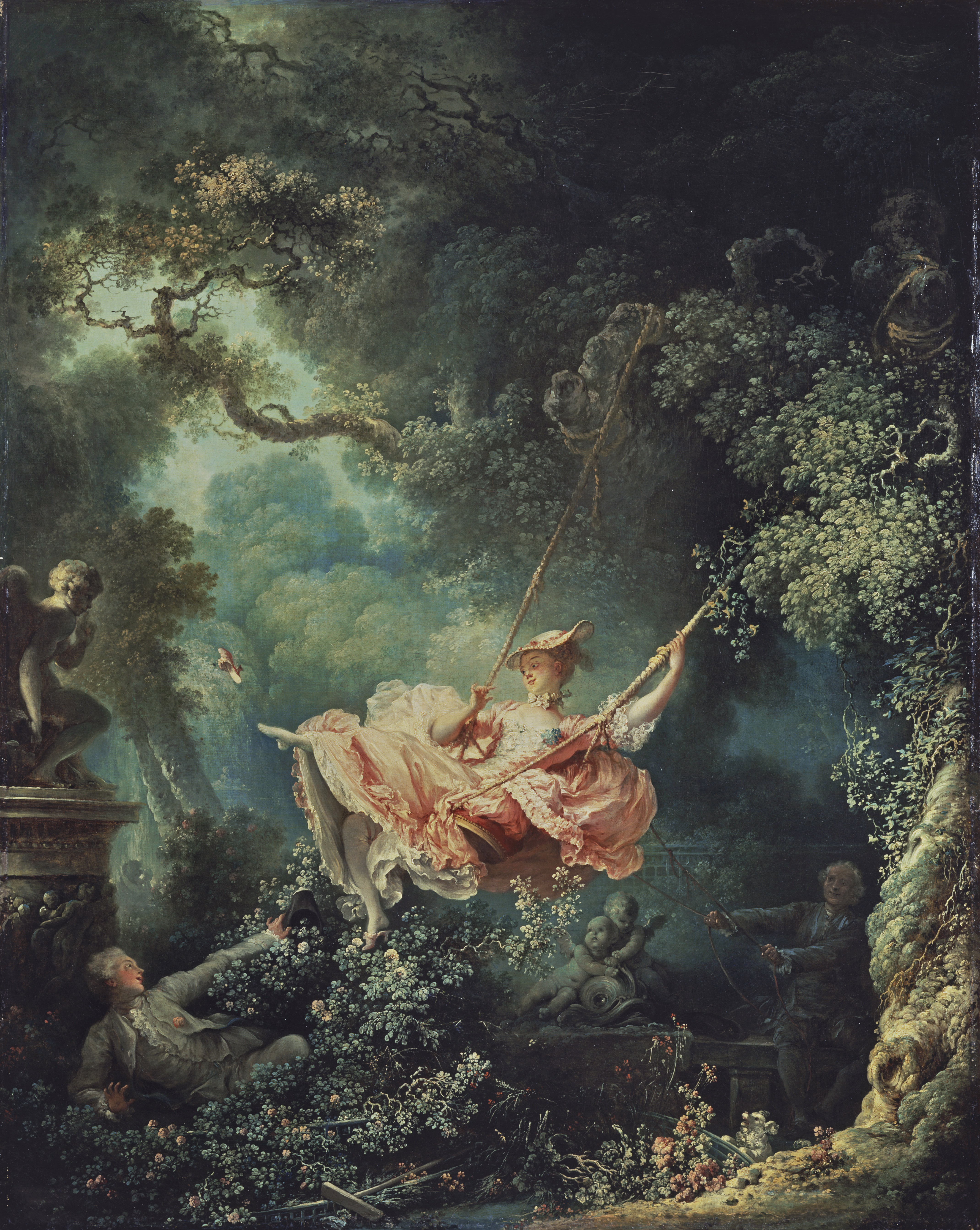
ロココ期の画家、ジャン・オノレ・フラゴナール(1732-1806)誕生。画像は『ぶらんこ』(1768頃)

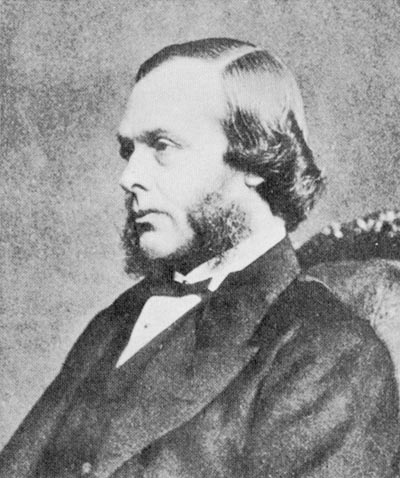
外科医ジョゼフ・リスター(1827-1912)。アルコール消毒を発案した。

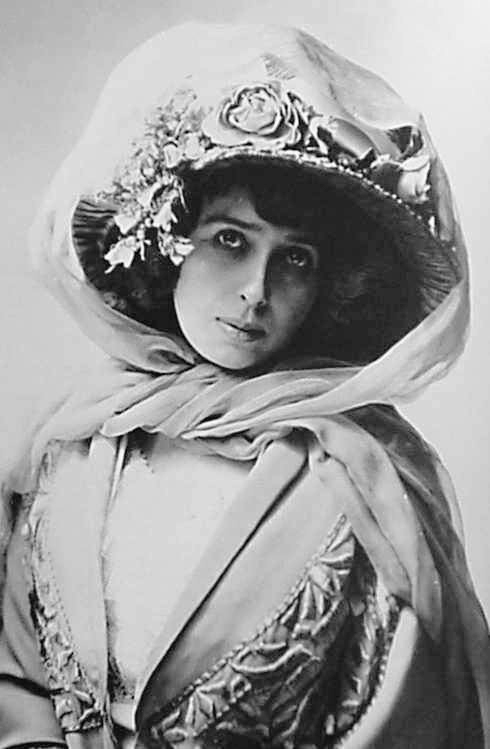
「ミュージックホールの女王」の異名を取ったシャンソン歌手ミスタンゲット(1895-1951)誕生。

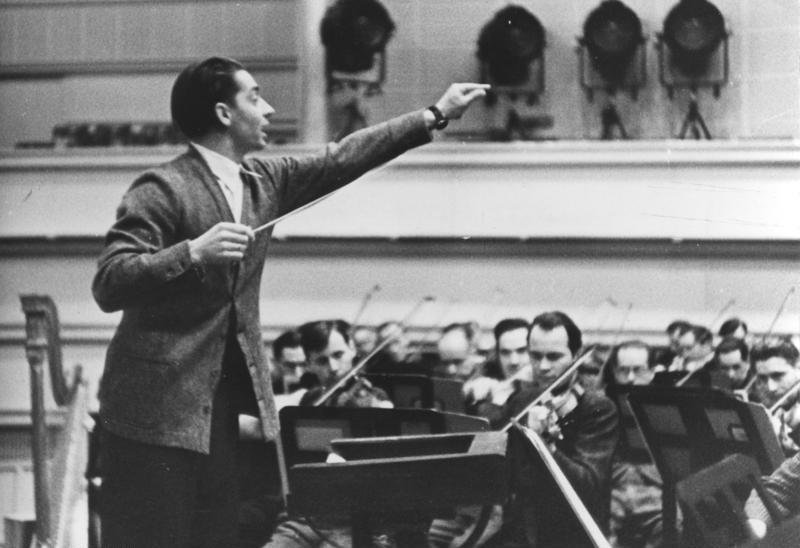
指揮者ヘルベルト・フォン・カラヤン(1908-1989)誕生。

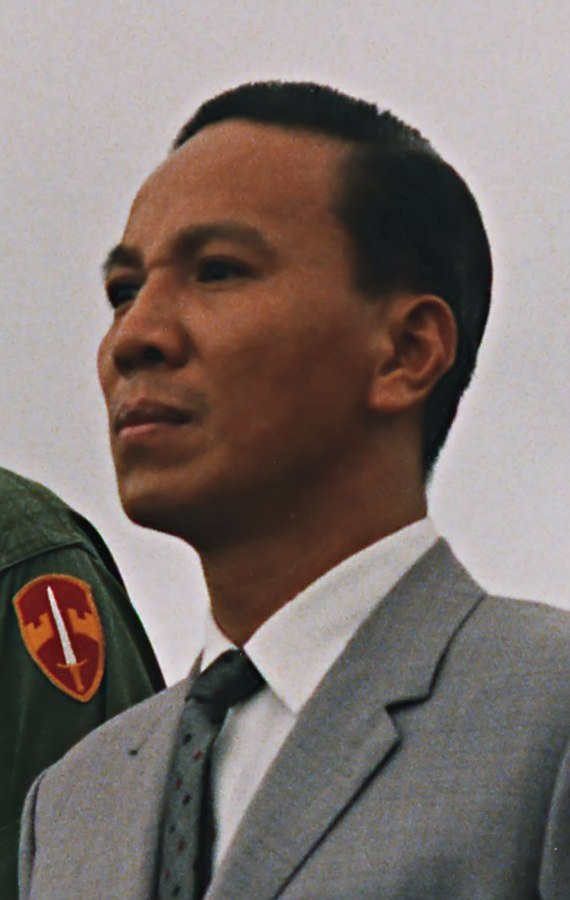
ベトナム戦争下の南ベトナム大統領、グエン・バン・チュー(1923-2001)誕生。

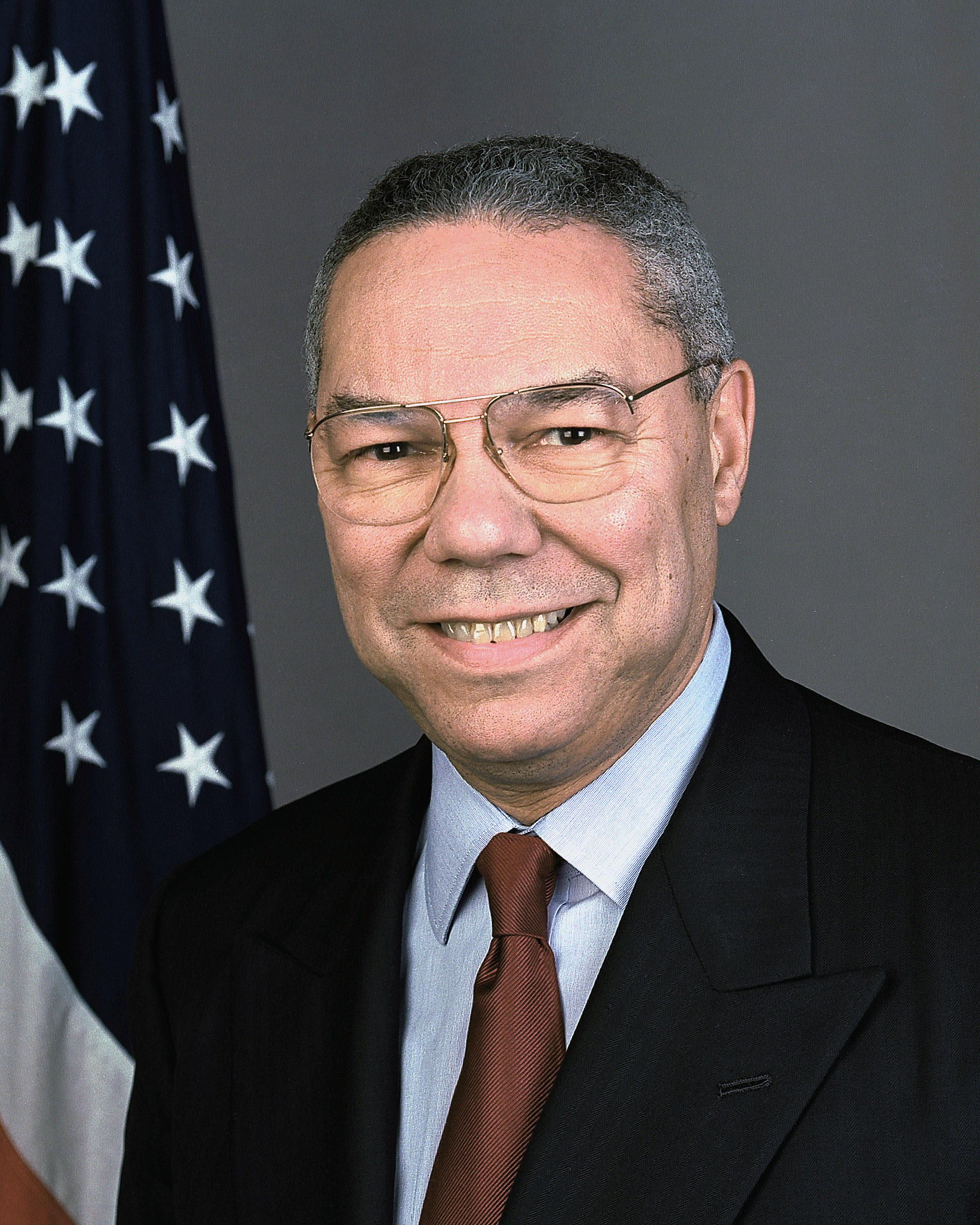
政治家コリン・パウエル(1937-)誕生。

- 1288年（弘安11年3月3日） - 後伏見天皇、第93代天皇（+ 1336年）
- 1568年 - ウルバヌス8世、第235代ローマ教皇（+ 1644年）
- 1588年 - トマス・ホッブズ、政治哲学者（+ 1679年）
- 1622年 - ヴィンチェンツォ・ヴィヴィアーニ、数学者（+ 1703年）
- 1692年 - アドリエンヌ・ルクヴルール、女優（+ 1730年）
- 1657年（明暦3年2月22日） - 真田幸道、第7代松代藩主（+ 1727年）
- 1709年（宝永6年2月26日） - 谷川士清、国学者（+ 1776年）
- 1732年 - ジャン・オノレ・フラゴナール、画家（+ 1806年）
- 1739年（元文4年2月27日） - 津軽信寧、第7代弘前藩主（+ 1784年）
- 1778年（安永7年3月8日） - 伊達村芳、第6代吉田藩主（+ 1820年）
- 1784年 - ルイ・シュポーア、作曲家（+ 1859年）
- 1804年 - マティアス・ヤーコプ・シュライデン、植物学者、生物学者（+ 1881年）
- 1820年（文政3年2月23日） - 仙石久利、第7代出石藩主（+ 1897年）
- 1826年（文政9年2月28日） - 上杉勝道、第5代米沢新田藩主（+ 1896年）
- 1827年 - ジョゼフ・リスター、医学者（+ 1912年）
- 1832年 - ジュール・フェリー、政治家（+ 1893年）
- 1837年 - アルジャーノン・チャールズ・スウィンバーン、詩人（+ 1909年）
- 1837年 - レオン・ド・ロニー、民俗学者、言語学者（+ 1914年）
- 1852年 - フランツ・エッケルト、お雇い外国人の音楽家（+ 1916年）
- 1852年（嘉永5年2月18日） - 有坂成章、陸軍軍人、銃器技術者（+ 1915年）
- 1856年 - ブッカー・T・ワシントン、教育者（+ 1915年）
- 1859年（安政6年3月3日） - 安井理民、総武鉄道創業者（+ 1897年）
- 1859年 - エド・アンドリュース、元プロ野球選手（+ 1934年）
- 1862年 - レオ・スターン、チェリスト（+ 1904年）
- 1866年（慶応2年2月20日） - 織田寿重丸、第4代天童藩主（+ 1871年）
- 1867年（慶応3年3月1日） - 武藤山治、実業家、政治家（+ 1934年）
- 1867年（慶応3年3月1日） - 志村源太郎、銀行家、官僚（+ 1930年）
- 1869年 - アルベール・ルーセル、作曲家（+ 1937年）
- 1872年（明治5年2月28日） - 俵国一、冶金学者（+ 1958年）
- 1873年 - ミスタンゲット、シャンソン歌手、女優（+ 1956年）
- 1877年 - ウォルター・S・サットン、生物学者、医学者（+ 1916年）
- 1878年 - ゲオルク・ミッシュ、哲学者（+ 1965年）
- 1882年 - 宋教仁、革命運動家、政治家（+ 1913年）
- 1885年 - 小笠原三九郎、政治家（+ 1967年）
- 1891年 - アーノルド・ジャクソン、陸上競技選手（+ 1972年）
- 1892年 - ヘルマン・ケンペル、技術者（+ 1977年）
- 1895年 - 能代潟錦作、元大相撲力士（+ 1973年）
- 1899年 - 寿々木米若、浪曲師（+ 1979年）
- 1900年 - スペンサー・トレイシー、俳優（+ 1967年）
- 1900年 - ヘルベルト・バイヤー、画家、デザイナー、写真家（+ 1985年）
- 1901年 - メルヴィン・ダグラス、俳優（+ 1981年）
- 1904年 - 安井正義、実業家（+ 1990年）
- 1904年 - 南部圭之助、映画評論家（+ 1987年）
- 1908年 - ヘルベルト・フォン・カラヤン、指揮者（+ 1989年）
- 1908年 - ベティ・デイヴィス、女優（+ 1989年）
- 1909年 - 浜口陽三、版画家（+ 2000年）
- 1909年 - アルバート・R・ブロッコリ、映画プロデューサー（+ 1996年）
- 1912年 - ウィリアム・ロバーツ、陸上競技選手（+ 2001年）
- 1912年 - 川崎弘子、女優（+ 1976年）
- 1913年 - 佐橋滋、元通産事務次官（+ 1993年）
- 1916年 - グレゴリー・ペック、俳優（+ 2003年）
- 1917年 - ロバート・ブロック、小説家（+ 1994年）
- 1919年 - 野村武史、元プロ野球選手（+ 1985年）
- 1920年 - アーサー・ヘイリー、小説家（+ 2004年）
- 1921年 - 聶元梓、政治家（+ 2019年）
- 1922年 - トム・フィニー、元サッカー選手（+ 2014年）
- 1923年 - グエン・バン・チュー、ベトナム共和国（南ベトナム）大統領（+ 2001年）
- 1924年 - 梁羽生、武侠小説家（+ 2009年）
- 1926年 - 宝山省二、元プロ野球選手
- 1926年 - ロジャー・コーマン、映画監督、映画プロデューサー（+ 2024年）
- 1927年 - 鈴木昭一、国文学者
- 1929年 - アイヴァー・ジェーバー、物理学者（+ 2025年）
- 1929年 - ナイジェル・ホーソーン、俳優（+ 2001年）
- 1932年 - 二代目中村吉之丞、歌舞伎俳優（+ 2014年）
- 1932年 - 瀬川康男、画家、絵本作家（+ 2010年）
- 1934年 - 三宅秀史、元プロ野球選手（+ 2021年）
- 1934年 - ローマン・ヘルツォーク、政治家、元ドイツ大統領（+ 2017年）
- 1934年 - 森永勝也、元プロ野球選手、監督（+ 1993年）
- 1935年 - ピーター・グラント、音楽マネージャー（+ 1995年）
- 1937年 - コリン・パウエル、政治家（+ 2024年）
- 1937年 - 若生智男、元プロ野球選手（+ 2021年）
- 1939年 - 畠山みどり、歌手
- 1941年 - 寺田稔、俳優、演出家
- 1941年 - 丘修三、児童文学作家
- 1942年 - ピーター・グリーナウェイ、映画監督、脚本家
- 1943年 - ファイティング原田、元プロボクサー
- 1943年 - 屏道夫、元プロ野球選手
- 1944年 - 原田大二郎、俳優
- 1944年 - 細田博之、政治家（+ 2023年）
- 1945年 - 福永法源、宗教家
- 1945年 - 三友健容、仏教学者、立正大学仏教学部名誉教授、日蓮宗高應寺院首
- 1945年 - 田辺靖雄、歌手、俳優
- 1945年 - 首藤信彦、政治家
- 1945年 - スティーヴ・カーヴァー、映画監督（+2021年）
- 1946年 - 吉田拓郎、歌手
- 1946年 - 永谷脩、スポーツライター（+ 2014年）
- 1946年 - 山本真一、元プロ野球選手
- 1947年 - グロリア・アロヨ、政治家、14代フィリピン大統領
- 1948年 - 木原光知子、競泳選手（+ 2007年）
- 1949年 - 柴田民男、元プロ野球選手
- 1949年 - 安藤峰雄、元プロ野球選手
- 1949年 - 原秀樹、元プロ野球選手
- 1950年 - 藤田淑子、声優（+ 2018年）
- 1950年 - アグネッタ・フォルツコグ、ミュージシャン（ABBA）
- 1951年 - 谷岡潔、元プロ野球選手
- 1951年 - 門田純良、元プロ野球選手
- 1952年 - 淡口憲治、元プロ野球選手
- 1952年 - 武田展雄、工学者
- 1953年 - 潘恵子、声優。ただし戸籍上であり、実際の誕生日は3月19日[17]
- 1953年 - キム・アレン、元プロ野球選手
- 1954年 - 山田啓二、政治家、元京都府知事
- 1954年 - 岩木哲、元プロ野球選手
- 1954年 - 黒紙義弘、元野球選手
- 1955年 - 鳥山明、漫画家（+ 2024年）
- 1955年 - 山野孝義、元サッカー選手、指導者
- 1956年 - 藤城和明、元プロ野球選手
- 1957年 - 穂積志、政治家、秋田市長
- 1957年 - 巽昌章、文芸批評家、弁護士、
- 1958年 - ヨハン・クリーク、テニス選手
- 1958年 - 川勝良一、元サッカー選手、指導者
- 1959年 - 小林覚、囲碁棋士
- 1960年 - 谷口浩美、陸上指導者、元マラソン選手
- 1960年 - 坂本恵義、空手家
- 1960年 - 河路悠、漫画家
- 1961年 - 重盛啓之、アナウンサー
- 1961年 - 藤村雅人、元プロ野球選手
- 1962年 - 新田朋子、漫画家
- 1962年 - キース・オドール、レーサー（+ 1995年）
- 1963年 - しのへけい子、女優
- 1963年 - 大堀こういち、俳優
- 1964年 - 境鶴丸、元アナウンサー
- 1966年 - 二世野村萬斎、狂言師
- 1966年 - マイク・マクレディ、ミュージシャン（パール・ジャム）
- 1969年 - 杉浦幸、女優
- 1969年 - 千堂あきほ、女優、タレント
- 1969年 - 矢部美幸、作家、実業家、元タレント
- 1969年 - 平良吉照、元プロ野球選手
- 1971年 - 川原亜矢子、女優、ファッションモデル
- 1971年 - 西川史子、医師（形成外科）、タレント
- 1971年 - 岡本龍二、元プロ野球選手
- 1972年 - 大野まりな、声優
- 1972年 - 竹内順子、声優
- 1972年 - 武本康弘、アニメ監督（+ 2019年）
- 1972年 - トム・コロネル、レーサー
- 1973年 - 住吉美紀、アナウンサー
- 1973年 - 趙成珉、プロ野球選手（+ 2013年）
- 1973年 - 大塔正明、元プロ野球選手
- 1973年 - 鼠先輩、歌手
- 1973年 - エロディ・ブシェーズ、女優
- 1973年 - ファレル・ウィリアムス、ミュージシャン、ファッションデザイナー
- 1974年 - 木村早苗、女優、歌手、作詞家
- 1974年 - 木村晃健、お笑いタレント
- 1975年 - 渡辺薫彦、騎手
- 1975年 - ドミンゴ・グスマン、元プロ野球選手
- 1975年 - アンドリュス・ヴェリチカ、サッカー選手
- 1976年 - フェルナンド・モリエンテス、元サッカー選手
- 1976年 - シモーネ・インザーギ、元サッカー選手
- 1976年 - キム・コリンズ、陸上競技選手
- 1976年 - ヴァレリア・ストラーネオ、陸上競技選手
- 1977年 - ウィンストン・アブレイユ、プロ野球選手
- 1977年 - 高木成太、元サッカー選手
- 1977年 - ジョナサン・エルリック、テニス選手
- 1977年 - 八木明人、空手家
- 1978年 - 船山弓枝、カーリング選手
- 1978年 - アルノー・トゥルナン、自転車競技選手
- 1978年 - フランツィスカ・ファン・アルムシック、競泳選手
- 1978年 - スティーブン・ジャクソン、バスケットボール選手
- 1978年 - ドウェイン・チェンバース、短距離走選手
- 1979年 - 小笠原満男、元サッカー選手
- 1979年 - 海東健、俳優
- 1979年 - ティモ・ヒルデブラント、元サッカー選手
- 1979年 - ベン・フェレイラ、元フィギュアスケート選手
- 1979年 - 宮川典子、政治家（+ 2019年）
- 1980年 - 中村誠治郎、俳優
- 1980年 - マット・ボナー、元バスケットボール選手
- 1980年 - ヨリス・マタイセン、元サッカー選手
- 1981年 - 酒井寿、俳優
- 1981年 - ホルヘ・デラロサ、プロ野球選手
- 1981年 - ピーター・ウェーニング、自転車選手
- 1982年 - トーマス・ヒッツルスペルガー、元サッカー選手
- 1983年 - 浅井美歌、女優
- 1983年 - 三浦拓也、アーティスト（DEPAPEPE）
- 1983年 - \(^o^)/チエ、元プロレスラー
- 1983年 - ホルヘ・マルティネス、プロ野球選手
- 1983年 - ジュゼッペ・マッツァンティ、プロ野球選手
- 1984年 - 矢野貴章、サッカー選手
- 1984年 - 地獄のミサワ、漫画家
- 1984年 - 清野紗耶香、元アイドル
- 1984年 - 猛虎浪栄、元大相撲力士
- 1985年 - 山田真以、アナウンサー
- 1985年 - 粉川拓也、プロボクサー
- 1985年 - 古川祐樹、元プロ野球選手
- 1985年 - ラスティングス・ミレッジ、元プロ野球選手
- 1985年 - エクトル・オリベラ、元プロ野球選手
- 1986年 - 魁猛、元大相撲力士
- 1987年 - 山下さえ、ファッションモデル
- 1987年 - 小野淳平、元プロ野球選手
- 1987年 - 姜正浩、元プロ野球選手
- 1987年 - ヤディエル・サンタマリア、元プロ野球選手
- 1988年 - 中田あすみ、タレント
- 1988年 - バッドナイス常田、お笑いタレント
- 1989年 - 近江陽一郎、元俳優
- 1989年 - ササ、お笑いタレント（トキヨアキイ）
- 1989年 - 坪井保菜美、元新体操選手
- 1990年 - 森下純平、柔道選手
- 1990年 - 朴鼠象、サッカー選手
- 1990年 - 酒井大、バレエダンサー
- 1990年 - 堤雅貴、元プロ野球選手
- 1990年 - 坂寄晴一、元プロ野球選手
- 1990年 - 渡邊将史、元俳優
- 1990年 - 三浦春馬、俳優（+ 2020年）
- 1991年 - 赤間直哉、俳優
- 1991年 - 鈴木友梨、女優
- 1991年 - 杉本裕太郎、プロ野球選手
- 1992年 - 車屋紳太郎、サッカー選手
- 1994年 - 松本愛、ファッションモデル
- 1994年 - 大滝勇佑、元プロ野球選手
- 1994年 - 菅原秀、元プロ野球選手
- 1994年 - 室屋成、サッカー選手
- 1995年 - 森薗政崇、卓球選手
- 1996年 - 山下亜文、元プロ野球選手
- 1997年 - 荒原美咲、女優
- 1997年 - 阪口竜平、陸上選手
- 1998年 - 中村嘉惟人、俳優
- 1998年 - 松尾大河、プロ野球選手
- 1998年 - 小川龍成、プロ野球選手
- 1999年 - 優希美青、女優
- 1999年 - 一尾星吏夏、元プロ野球選手
- 2000年 - 木全翔也、アイドル（JO1）
- 2000年 - 福地妃菜美、アナウンサー
- 2001年 - 都筑有夢路、プロサーファー
- 2002年 - 吉田伶香、女優
- 2003年 - 石田隼都、プロ野球選手
- 2004年 - ハルト、歌手（TREASURE）
- 2004年 - ユウシ、歌手（NCT）
- 2005年 - 坂井陽翔、プロ野球選手
- 2006年 - 安藤玲菜、アイドル（LINKL PLANET）
- 生年不詳 - 加藤恵、声優
- 生年不詳 - 藤原薫、漫画家
- 生年不詳 - 倉坂くるる、コスプレイヤー

### 人物以外（動物など）
- 1949年 - ガーサント、競走馬（+ 1974年）
- 1955年 - ヒシマサル、競走馬（+ 1962年）
- 1966年 - リキエイカン、競走馬（+ 2001年）
- 1973年 - クラウンピラード、競走馬（+ 不明）
- 1973年 - グリーングラス、競走馬（+ 2000年）
- 1988年 - スターオブコジーン、競走馬（+ 2013年）
- 1996年 - プリモディーネ、競走馬
- 1996年 - ベラミロード、競走馬（+ 2022年）
- 1999年 - メルシータカオー、競走馬（+ 2007年）
- 2002年 - アイルラヴァゲイン、競走馬
- 2002年 - グッドババ、競走馬
- 2003年 - バンブーエール、競走馬
- 2003年 - マーシュサイド、競走馬
- 2004年 - トーセンキャプテン、競走馬（+ 没年不詳）
- 2005年 - キャプテントゥーレ、競走馬
- 2006年 - ナカヤマフェスタ、競走馬

## 忌日

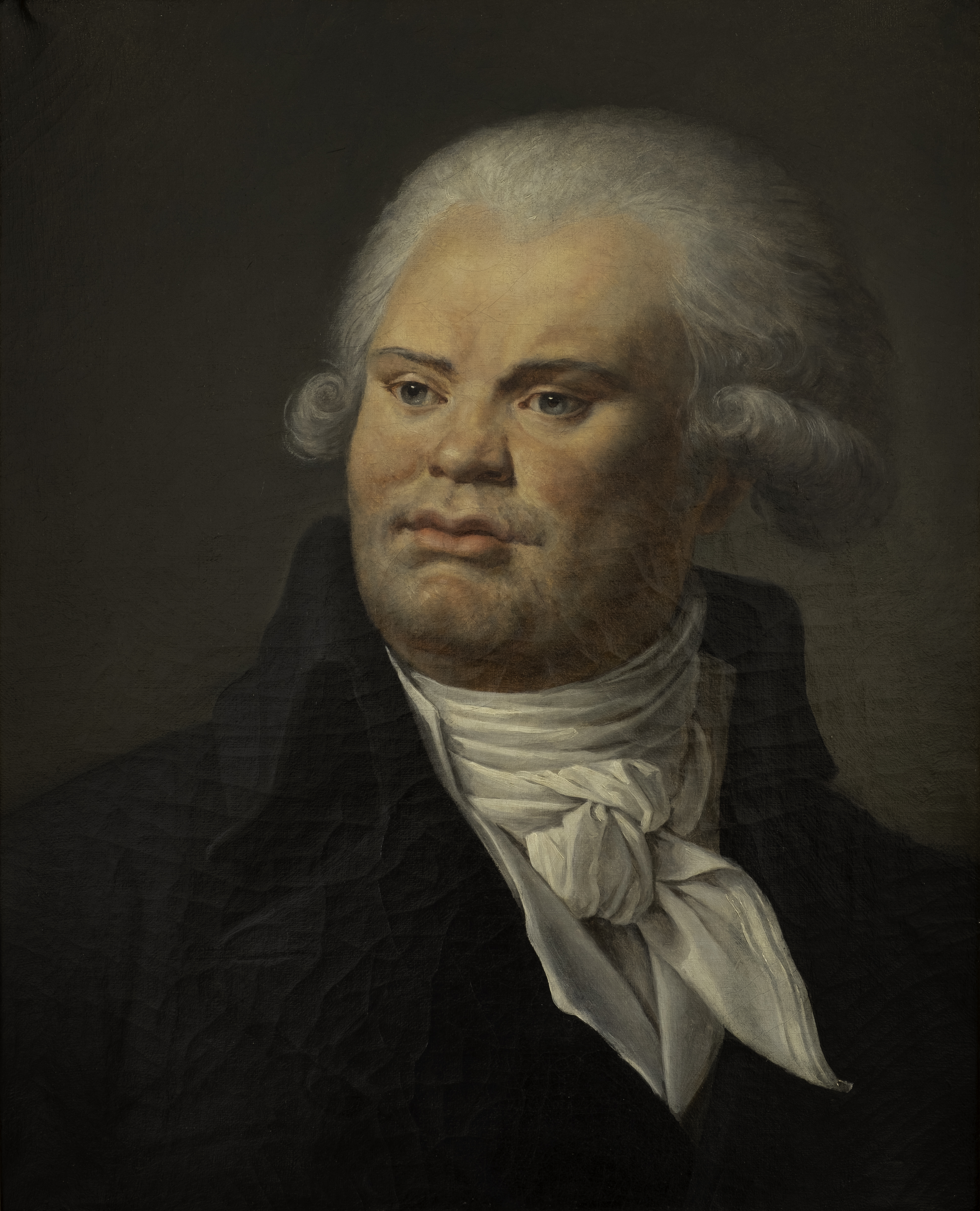
フランス革命期の政治家ジョルジュ・ジャック・ダントン(1759-1794)刑死。

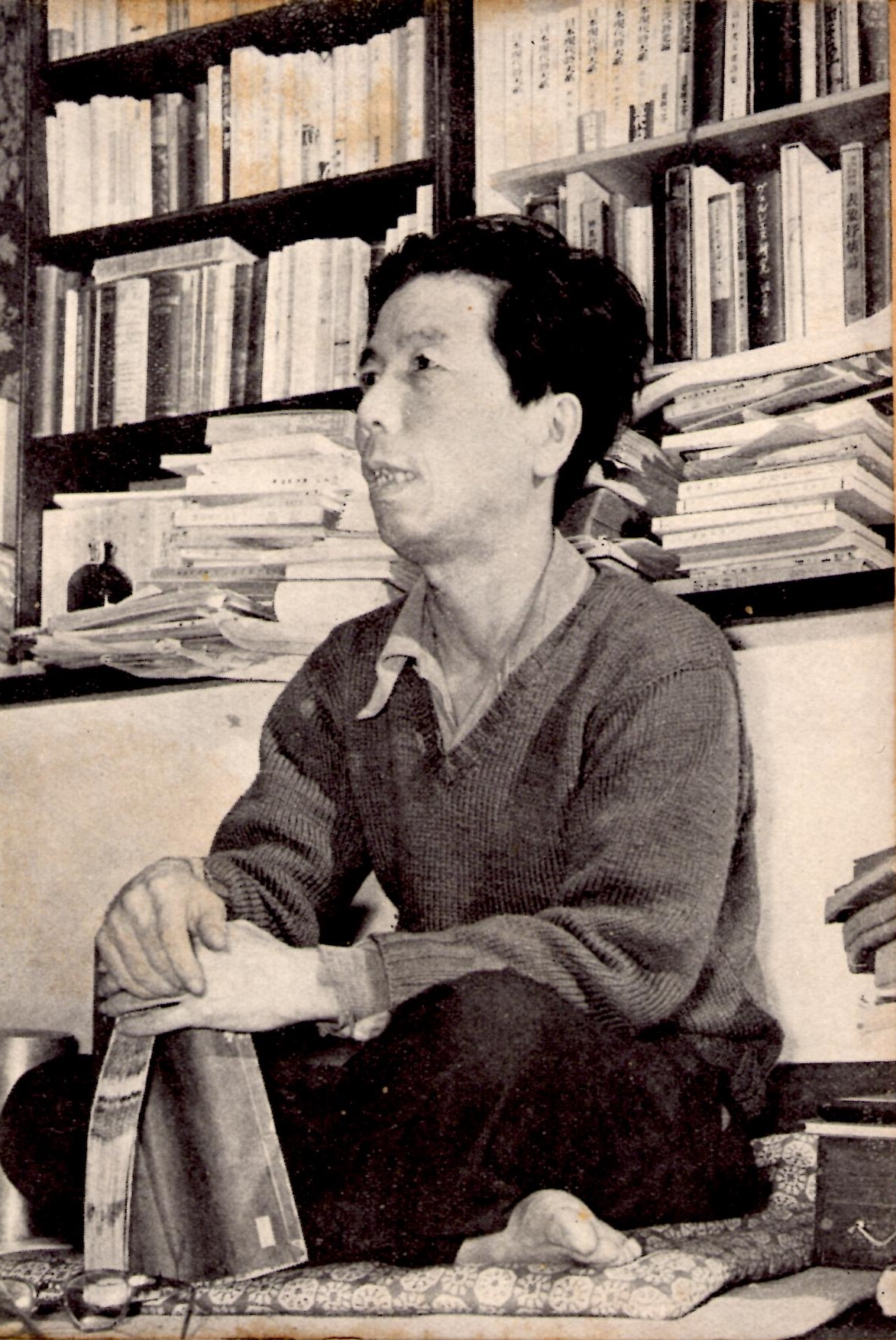
詩人三好達治(1900-1964)没。

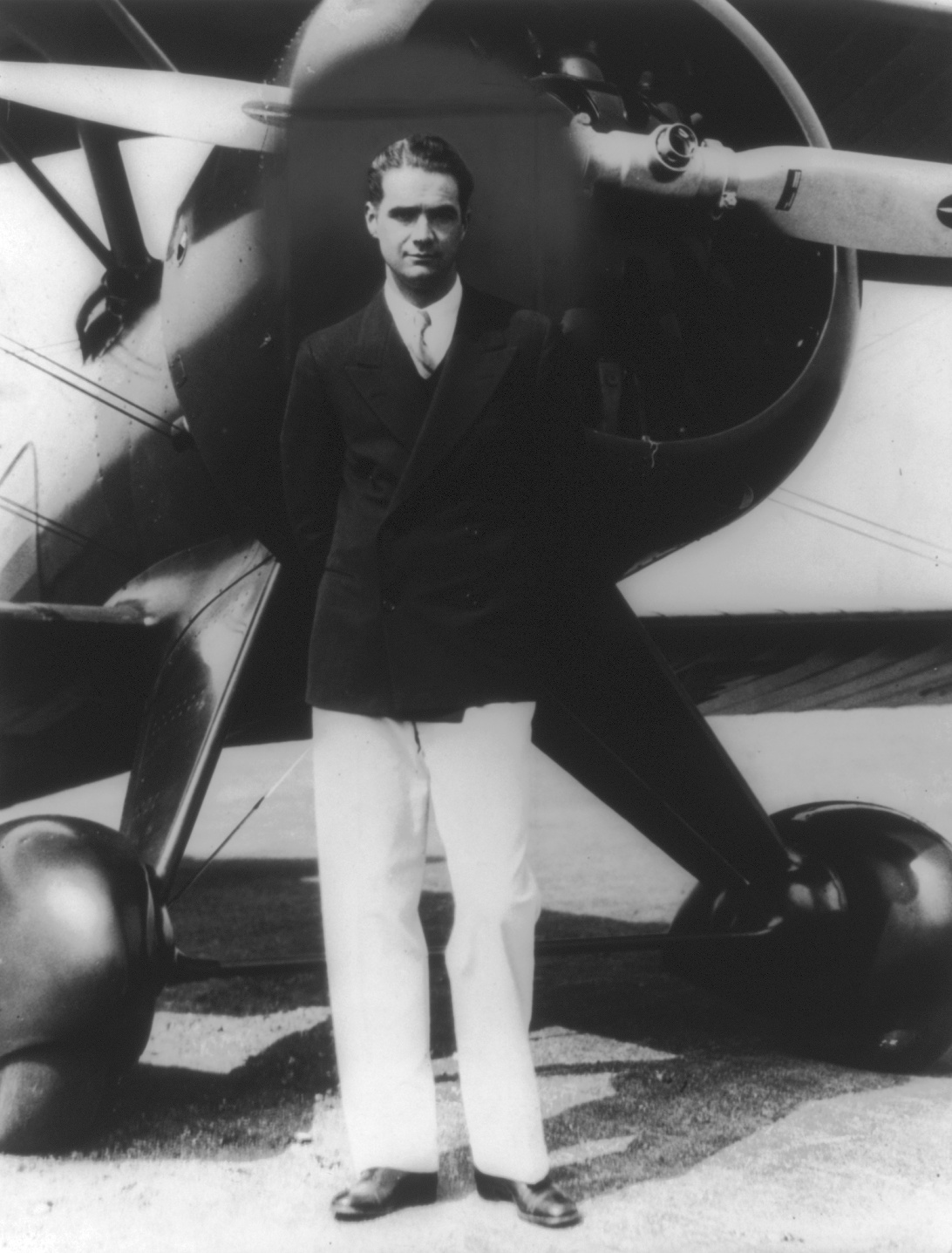
実業家ハワード・ヒューズ(1905-1976)没。20世紀を代表する億万長者。

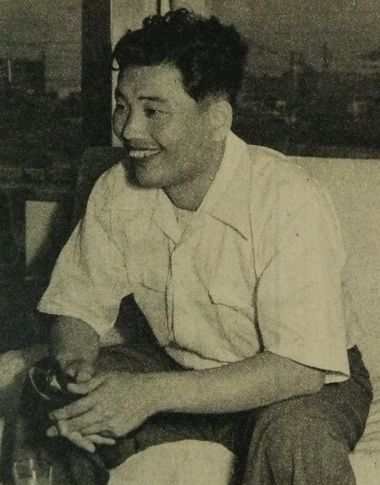
将棋棋士升田幸三(1918-1991)没。1957年、将棋史上初の三冠(名人・王将・九段)制覇を達成。

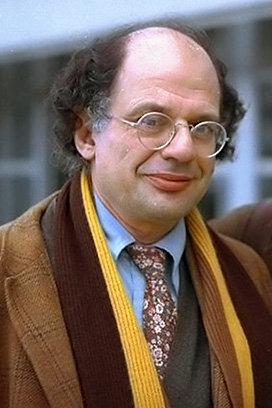
ビートニクの詩人アレン・ギンズバーグ(1926-1997)没。

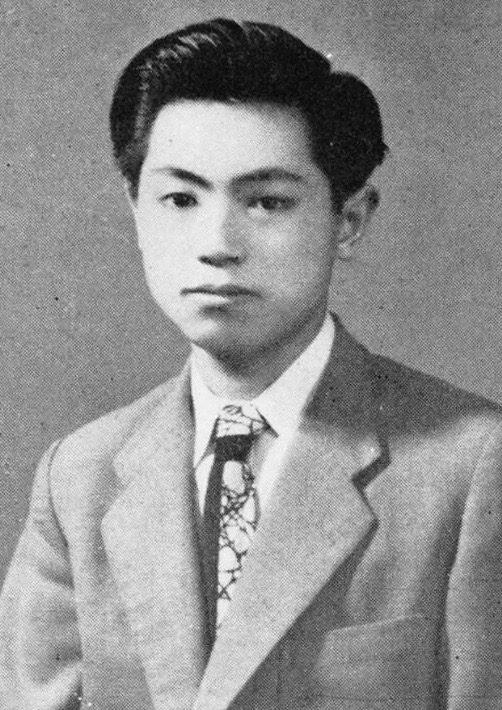
詩人、評論家大岡信(1931-2017)没。

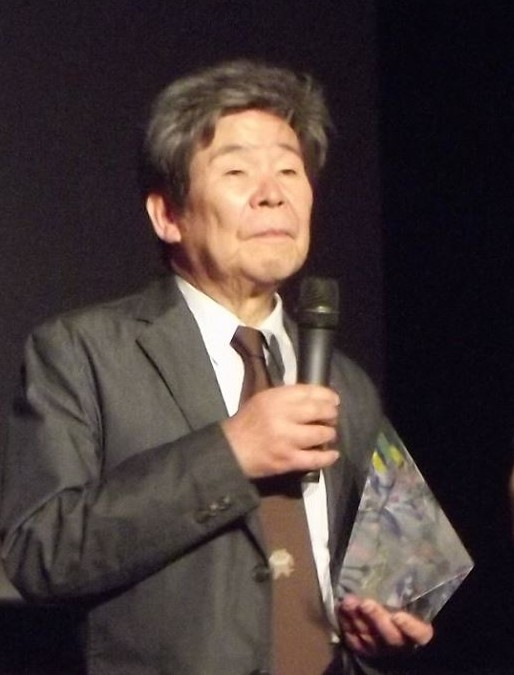
アニメ映画監督高畑勲(1935-2018)没。

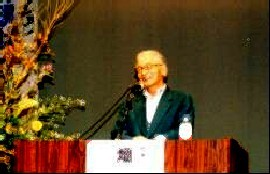
ムツゴロウこと畑正憲(1935-2023)没。

- 1191年（建久2年3月10日） - 藤原長方、歌人（* 1139年）
- 1199年（正治元年3月8日） - 足利義兼、鎌倉時代の武将（* 1154年?）
- 1252年（建長4年2月25日） - 佐竹義重、鎌倉時代の武将（* 1186年）
- 1352年（正平7年/文和元年閏2月20日） - 細川頼春、南北朝時代の武将（* 1304年）
- 1598年（慶長3年2月30日） - 松下之綱、戦国武将（* 1538年）
- 1637年（寛永14年3月10日） - 本多正純、江戸幕府老中、宇都宮藩主（* 1565年）
- 1695年 - ジョージ・サヴィル、政治家（* 1633年）
- 1697年 - カール11世、スウェーデン王（* 1655年）
- 1705年（宝永2年3月12日） - 伊藤仁斎、儒学者（* 1627年）
- 1711年（宝永8年2月18日） - 伊達宗贇、第3代宇和島藩主（* 1665年）
- 1723年 - ヨハン・ベルンハルト・フィッシャー・フォン・エルラッハ、建築家、彫刻家（* 1656年）
- 1735年 - ウィリアム・デラム、聖職者、科学者、図鑑著者（* 1657年）
- 1794年 - ファーブル・デグランティーヌ（英語版）、俳優、劇作家、詩人、政治家、フランス共和暦の月の名前考案者（* 1750年）

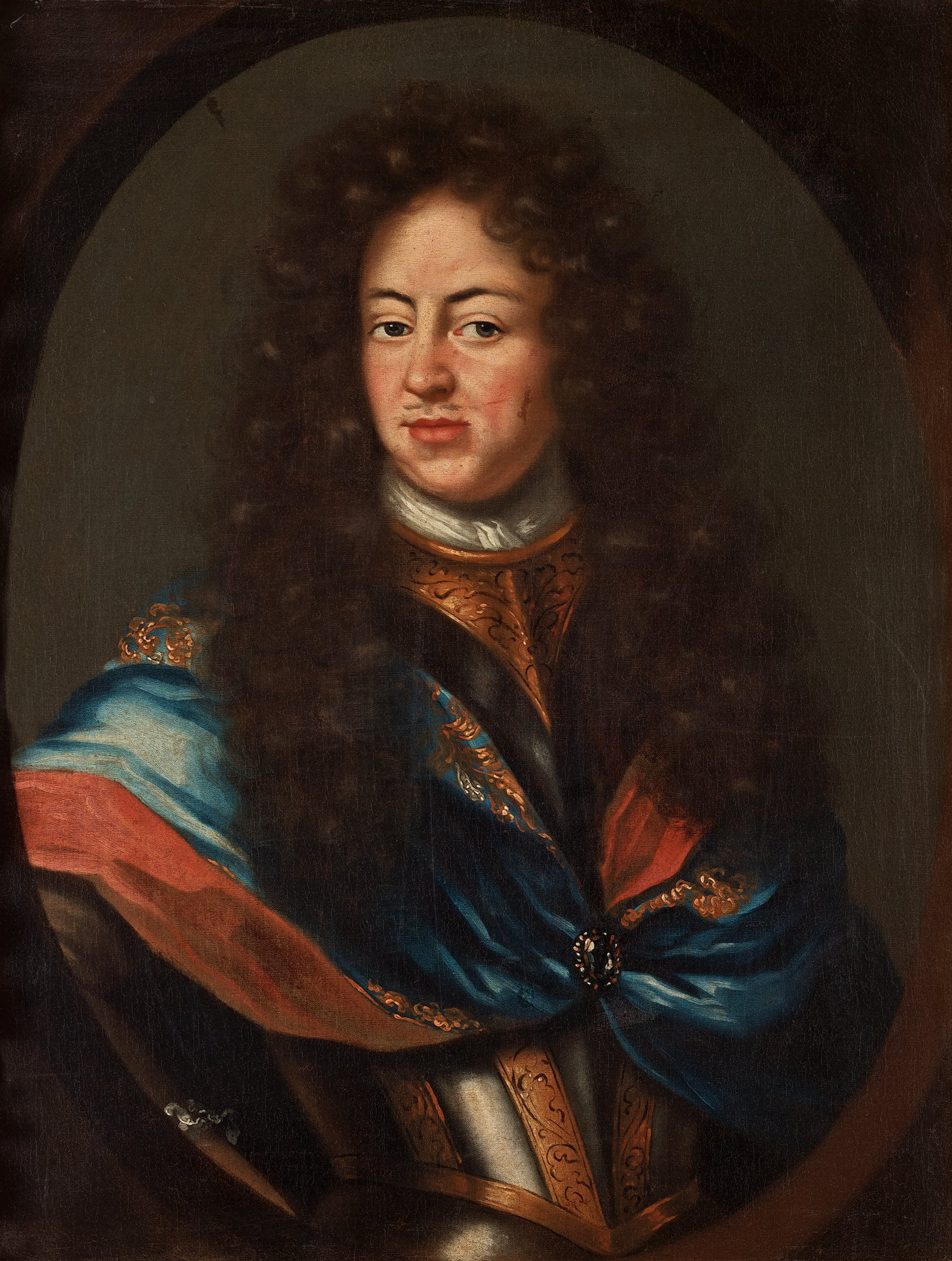
スウェーデン王カール11世(1655-1697)没。

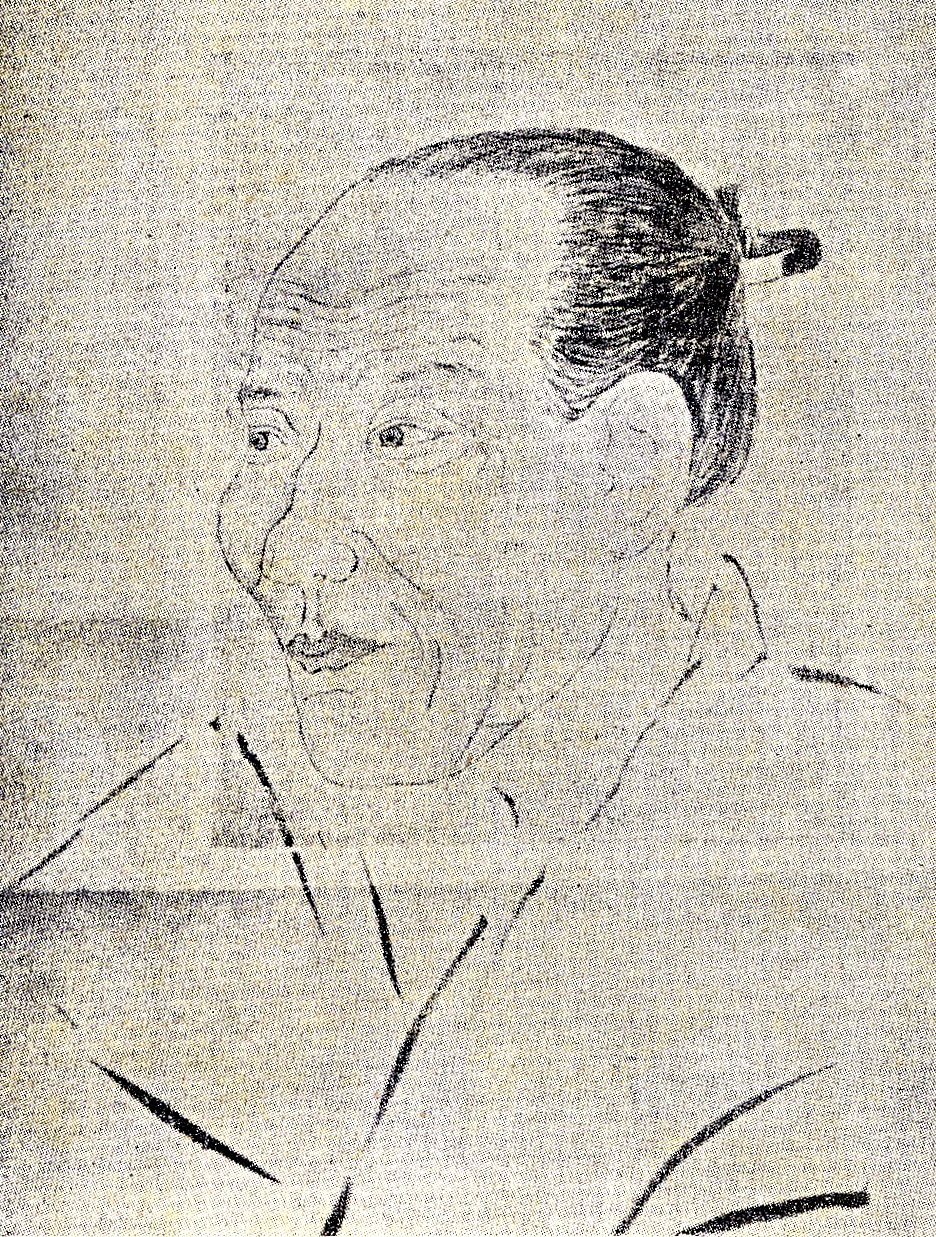
儒学者伊藤仁斎(1627-1705)没。古義学を提唱。

- 1794年 - ジョルジュ・ジャック・ダントン、フランス革命指導者（* 1759年）
- 1794年 - カミーユ・デムーラン、ジャーナリスト（* 1760年）
- 1810年（文化7年3月2日） - 小野蘭山、本草学者（* 1729年）
- 1825年（文政8年2月17日） - 松平輝延、江戸幕府老中、高崎藩主（* 1776年）
- 1837年（天保8年3月1日） - 片岡仁左衛門 (7代目)、歌舞伎役者（* 1755年）
- 1866年 - トーマス・ホジキン、内科医（* 1798年）
- 1887年 - イワン・クラムスコイ、画家（* 1837年）
- 1896年 - 林廣守、雅楽演奏者、「君が代」作曲者（* 1831年）
- 1900年 - ジョゼフ・ベルトラン、数学者（* 1822年）
- 1903年 - 古河市兵衛、実業家（* 1832年）
- 1912年 - 岸本辰雄、法学者、明治大学共同創設者（* 1851年）
- 1918年 - ポール・ヴィダル・ドゥ・ラ・ブラーシュ、地理学者（* 1845年）
- 1921年 - アルフォンス・ディーペンブロック、作曲家（* 1862年）
- 1923年 - ジョージ・ハーバート (第5代カーナヴォン伯)、貴族、考古学者、政治家（* 1866年）
- 1924年 - ビクトル・ヘンゼン、博物学者（* 1835年）
- 1924年 - モハンマド・アリー・シャー、ペルシアのシャー（* 1872年）
- 1928年 - 三遊亭圓左 (2代目)、落語家（* 1881年）
- 1934年 - 佐藤次郎、テニス選手（* 1908年）
- 1935年 - フランツ・フォン・ヴェチェイ、ヴァイオリニスト、作曲家（* 1893年）
- 1940年 - ロベール・マイヤール、構造家（* 1872年）
- 1941年 - ナイジェル・グレズリー、蒸気機関車技術者（* 1876年）
- 1946年 - 桂田富士郎、医師、病理学者（* 1867年）
- 1948年 - 寒玉子爲治郎、大相撲力士（* 1888年）
- 1949年 - 高野岩三郎、社会統計学者、NHK会長（* 1871年）
- 1950年 - 菅季治、哲学者（* 1917年）
- 1951年 - 菊池秋雄、園芸学者、京都大学名誉教授（* 1883年）
- 1952年 - アグネス・モートン、テニス選手（* 1872年）
- 1954年 - マッタ・アヴ・スヴェーリエ、ノルウェー王太子オーラヴ（のちの国王オーラヴ5世）の妃（* 1901年）
- 1956年 - 馬場恒吾、ジャーナリスト（* 1875年）
- 1960年 - 林譲治、政治家、元副総理、第17-18代厚生大臣、初代内閣官房長官（* 1889年）
- 1961年 - 都築正男、医学者、海軍軍医（* 1892年）
- 1963年 - 石井茂吉、写研創業者（* 1887年）
- 1964年 - ダグラス・マッカーサー、軍人（* 1880年）
- 1964年 - 三好達治、詩人（* 1900年）
- 1965年 - サライ・シャーンドル、フィギュアスケート選手（* 1893年）
- 1967年 - ハーマン・J・マラー、遺伝学者（* 1890年）
- 1967年 - ミッシャ・エルマン、ヴァイオリニスト（* 1891年）
- 1970年 - リチャード・バーグマン、卓球選手（* 1919年）
- 1972年 - イザベル・ジュウェル（英語版）、女優（* 1750年）
- 1975年 - 蔣介石、中華民国総統（* 1887年）
- 1975年 - ハロルド・オズボーン、陸上競技選手、1924年パリ五輪金メダリスト（* 1899年）
- 1975年 - 那須辰造、小説家、児童文学者（* 1904年）
- 1976年 - ワイルダー・ペンフィールド、脳神経外科医（* 1891年）
- 1976年 - ハワード・ヒューズ、実業家（* 1905年）
- 1980年 - 渡辺銕蔵、経済学者、政治家、実業家、元東宝社長（* 1885年）
- 1981年 - Carl Ludwig Siegel、数学者（* 1896年）
- 1981年 - 水戸光子、女優（* 1919年）
- 1983年 - 後藤基夫、ジャーナリスト（* 1918年）
- 1984年 - 芹沢銈介、染色工芸家（* 1895年）
- 1986年 - マンリー・ウェイド・ウェルマン、小説家（* 1903年）
- 1987年 - 中里恒子、作家（* 1909年）
- 1989年 - フランク・フォス、陸上競技選手（* 1895年）
- 1991年 - 升田幸三、将棋棋士（* 1918年）
- 1992年 - サム・ウォルトン、実業家（* 1918年）
- 1994年 - カート・コベイン、ミュージシャン（ニルヴァーナ）（* 1967年）
- 1995年 - 大山茂樹、政治家、元岡山県倉敷市長（* 1903年）
- 1996年 - シャリーン・ホルト（英語版）、女優（* 1928年）
- 1997年 - 磯村英一、社会学者、(旧)東京都立大学名誉教授、元東洋大学学長（* 1903年）
- 1997年 - 松平国十郎、浪曲師（* 1910年）
- 1997年 - アレン・ギンズバーグ、詩人（* 1926年）
- 1998年 - 神島二郎、政治学者（* 1918年）
- 1998年 - コージー・パウエル、ドラマー（* 1947年）
- 2000年 - 麻生三郎、洋画家（* 1913年）
- 2000年 - 望月真理子、女優（* 1950年）
- 2001年 - キングスレー・チャールズ・ダナム、地質学者、鉱物学者（* 1910年）
- 2002年 - 藤原鉄之助、元プロ野球選手（* 1924年）
- 2002年 - レイン・ステイリー、歌手（アリス・イン・チェインズ）（* 1967年）
- 2003年 - 徳永康元、ハンガリー文学者（* 1912年）
- 2003年 - 伊藤正嗣、経営者、元カゴメ社長（* 1941年）
- 2005年 - 小山ウラ、スーパーセンテナリアン（* 1890年）
- 2005年 - ソール・ベロー、小説家（* 1915年）
- 2005年 - 大崎平八郎、経済学者、横浜国立大学名誉教授（* 1919年）
- 2005年 - 加藤三七子、俳人（* 1925年）
- 2006年 - アラン・カプロー、芸術家（* 1927年）
- 2006年 - ジーン・ピットニー、歌手（* 1941年）
- 2006年 - 久島国夫、囲碁棋士（* 1946年）
- 2007年 - 田中秀果、川柳作家、作詞家（* 1909年）
- 2007年 - 村上冬樹、俳優（* 1911年）
- 2007年 - マーク・セント・ジョン、ギタリスト（キッス）（* 1956年）
- 2008年 - 山中かく、日本の最長寿女性（* 1894年）
- 2008年 - チャールトン・ヘストン、俳優（* 1924年）
- 2008年 - 前登志夫、歌人（* 1926年）
- 2008年 - 北沢拓也、小説家（* 1940年）
- 2009年 - 谷口正治、実業家、ラオックス創業者、日本電気大型店協会初代会長（* 1913年）
- 2009年 - 近藤義郎、考古学者、岡山大学名誉教授（* 1925年）
- 2009年 - ニール・マコーミック、哲学者（* 1941年）
- 2010年 - ヴィタリー・セバスチャノフ、宇宙飛行士（* 1935年）
- 2011年 - バルーク・サミュエル・ブランバーグ、医学者、ノーベル生理学・医学賞受賞者（* 1925年）
- 2011年 - 山田知、政治家、元西宮市長（* 1934年）
- 2011年 - アンジュ＝フェリクス・パタセ、政治家、第5代中央アフリカ大統領（* 1937年）
- 2011年 - 布施晶子、社会学者、札幌学院大学名誉教授・元学長（* 1937年）
- 2011年 - 和乃、歌手（しゃるろっと）（* 1981年）
- 2012年 - 平木国夫、ノンフィクション作家（* 1924年）
- 2012年 - ビング・ワ・ムタリカ、経済学者、政治家、第3代マラウイ共和国大統領（* 1934年）
- 2012年 - フェルディナント・アレクサンダー・ポルシェ、実業家、カーデザイナー（* 1935年）
- 2012年 - 影丸穣也、漫画家（* 1940年）
- 2013年 - ピエロ・デ・パルマ、テノール歌手（* 1925年）
- 2014年 - ピーター・マシーセン、小説家（* 1927年）
- 2014年 - 久岡克佳、実業家、ノヴィル会長（* 1939年）
- 2014年 - 及川三千代、歌手（* 1939年）
- 2014年 - ウェイン・ヘンダーソン、トロンボーン奏者（* 1939年）
- 2014年 - 内山武夫、実業家、元京都国立近代美術館長（* 1940年）
- 2015年 - 東江康治、教育心理学者、名桜大学名誉学長、元琉球大学学長（* 1929年）
- 2015年 - 羽仁協子、音楽教育家（* 1929年）
- 2015年 - 町田顯、裁判官、第15代最高裁判所長官（* 1936年）
- 2015年 - ジャマルディン・ジャリス、政治家（* 1951年）
- 2017年 - アルバート・セリグマン、外交官（* 1925年）
- 2017年 - 大岡信、詩人、評論家、東京芸術大学名誉教授、元一ツ橋綜合財団理事（* 1931年）
- 2017年 - 西三雄、元プロ野球選手（* 1938年）
- 2017年 - 瀧口政満、彫刻家（* 1941年）
- 2017年 - 加川良、フォークシンガー（* 1947年）
- 2018年 - ヴォルフガング・シュトラウス、作曲家、指揮者（* 1927年）
- 2018年 - セシル・テイラー、ピアニスト、詩人（* 1929年）
- 2018年 - 高畑勲、映画監督　(* 1935年)
- 2018年 - 森永純、写真家（* 1937年）
- 2018年 - 永野為光、実業家、元東北放送社長（* 1939年）
- 2018年 - 杉本貴志、インテリアデザイナー、武蔵野美術大学名誉教授（* 1945年）
- 2018年 - エリック・ブリストウ、ダーツプレイヤー（* 1957年）
- 2019年 - シドニー・ブレナー、生物学者、ノーベル生理学・医学賞受賞者（* 1927年）
- 2019年 - 矢崎和広、政治家、元長野県茅野市長（* 1947年）
- 2019年 - ニコライ・コヴァレフ、軍人、政治家、元ロシア連邦保安庁長官（* 1949年）
- 2019年 - サム・ピラフィアン、チューバ奏者（エンパイア・ブラス）（* 1949年）
- 2019年 - wowaka、ミュージシャン　(* 1987年）
- 2020年 - マーガレット・バービッジ、宇宙物理学者、カリフォルニア大学サンディエゴ校教授（* 1919年）
- 2020年 - オナー・ブラックマン、女優（* 1925年）
- 2020年 - リー・フィエロ、女優（* 1929年）
- 2020年 - シャーリー・ダグラス、女優（* 1934年）
- 2020年 - ボビー・ミッチェル、元NFL選手、プロフットボール殿堂（* 1935年）
- 2020年 - 素九鬼子、小説家（* 1937年）
- 2020年 - 山前五十洋、映画監督（*1943年）
- 2020年 - マフムード・ジブリール、政治家、元リビア暫定首相・外相（* 1952年）
- 2021年 - 鳥越文蔵、国文学者、近世演劇研究者、早稲田大学名誉教授（* 1928年）
- 2021年 - マーシャル・サーリンズ、文化人類学者（* 1930年）
- 2021年 - 萩原弥惣治、政治家、元前橋市長（* 1933年）
- 2021年 - 高島俊男、中国文学者、エッセイスト（* 1937年）
- 2021年 - 大嶋一生、政治家、元日光市長（* 1965年）
- 2021年 - ポール・リッター、俳優（* 1966年）
- 2022年 - スタニスワフ・コワルスキー、スーパーセンテナリアン、マスターズ陸上選手（* 1910年）
- 2022年 - ネヘマイア・パーソフ、俳優、画家（* 1919年）
- 2022年 - 白川義員、写真家（* 1935年）
- 2022年 - シドニー・アルトマン、分子生物学者、ノーベル化学賞受賞者（* 1939年）
- 2022年 - ボビー・ライデル、歌手（* 1942年）
- 2022年 - ジミー・ウォング、俳優、映画監督、脚本家（* 1943年）
- 2023年 - ビル・バトラー、撮影監督（* 1921年）
- 2023年 - ダスコ・ゴイコヴィッチ、ジャズトランペット奏者、作曲家、編曲家（* 1931年）
- 2023年 - 畑正憲、小説家、動物研究家（* 1935年）
- 2023年 - 松井伸一、ラジオパーソナリティ（* 1939年）
- 2023年 - 海野弘、評論家、作家（* 1939年）

## 記念日・年中行事
- 立春
- 雨水
- 啓蟄
- 春分
- 清明
- 穀雨
- 立夏
- 小満
- 芒種
- 夏至
- 小暑
- 大暑
- 立秋
- 処暑
- 白露
- 秋分
- 寒露
- 霜降
- 立冬
- 小雪
- 大雪
- 冬至
- 小寒
- 大寒

- 清明（ 日本・ 中華人民共和国）
二十四節気の1つ。太陽の黄経が15度の時で、「万物発して清浄明潔なれば、此芽は何の草としれる也」から発し、この時期は草木が芽吹き出すため、その芽が何の種類の草木なのかが明らかになり始める「清浄明潔」の略からきている。中華人民共和国の法定休日。
- 植木日（ 韓国）
韓国で毎年木を植えるように定めた国家記念日。韓国政府が、日本による植民地時代から解放され、荒廃した国土を再建するため1946年に制定。1949年には大統領令で休日となったが、2006年から再び休日ではなくなった。
- 新子焼きの日（ 日本）
北海道旭川市の「旭川名物“新子焼き”の会」が2014年に制定。新子焼きは、若鶏の半身を焼いてタレなどで味付けをした旭川市のソウルフード。出世魚であるコハダの稚魚（シンコ）にちなみ、若鶏を新子（シンコ）と呼ぶことから名付けられた。
- 横町の日（ 日本）
店舗が集まる横丁を通じて起業家を支援し、地域経済の活性化につなげることを目的に株式会社アスラボが制定。日付は「よ(4)こ(5)ちょう」の語呂合わせ。
- デビューの日（ 日本）
1958年のこの日に読売巨人軍の長嶋茂雄がプロ初出場したことにちなみ、その年デビューした新人にエールを送る日。
- ヘアカットの日（ 日本）
明治5年4月5日（旧暦。新暦では1872年5月11日）のこの日、東京府が女子の断髪禁止令を出したことにちなむ。前年に散髪、脱刀が許可されたが、これを受けて髪を短くする女性が続出したため、「男性に限って許可した断髪を女性が真似てはならない」という禁止令を発布したものである。
- パレスチナ子どもの日（ パレスチナ）
ヤーセル・アラファート大統領が、1995年4月5日に子どもの権利条約への支持を表明したことにちなむ。尚、正式に批准したのは2014年4月2日である[18]。